# Elena Berlini
Elena Berlini (født 31. oktober 1999 i Mödling, Østrig) er en kvindelig østrigsk håndboldspiller, der spiller for Hypo Niederösterreich og Østrigs kvindehåndboldlandshold, som playmaker.

## Meritter
- Women Handball Austria:
  - Vinder: 2017, 2018
- ÖHB Cup:
  - Vinder: 2019